# Framasoft
Framasoft est un réseau d'éducation populaire consacré principalement au logiciel libre. Il est soutenu depuis 2004 par l'association du même nom, après avoir été créé en novembre 2001 par Alexis Kauffmann, Paul Lunetta, et Georges Silva. Il s'organise collaborativement sur trois axes : promotion, diffusion et développement de logiciels libres, enrichissement de la culture libre et offre de services libres en ligne.
Espace d'orientation, d'informations, d'actualités, d'échanges et de projets, Framasoft est une porte d'entrée francophone du logiciel libre. Sa communauté assiste, conseille et crée des ressources à destination de ceux qui découvrent et font leurs premiers pas pour remplacer leurs logiciels propriétaires par des logiciels libres. Plus récemment, l'association fournit et maintient des services libres, démontrant leur viabilité à une échelle intermédiaire.
L'intégralité de la production de Framasoft est placée sous licence libre afin de favoriser la participation et de garantir que chacun puisse en bénéficier, sans appropriation.

## Historique

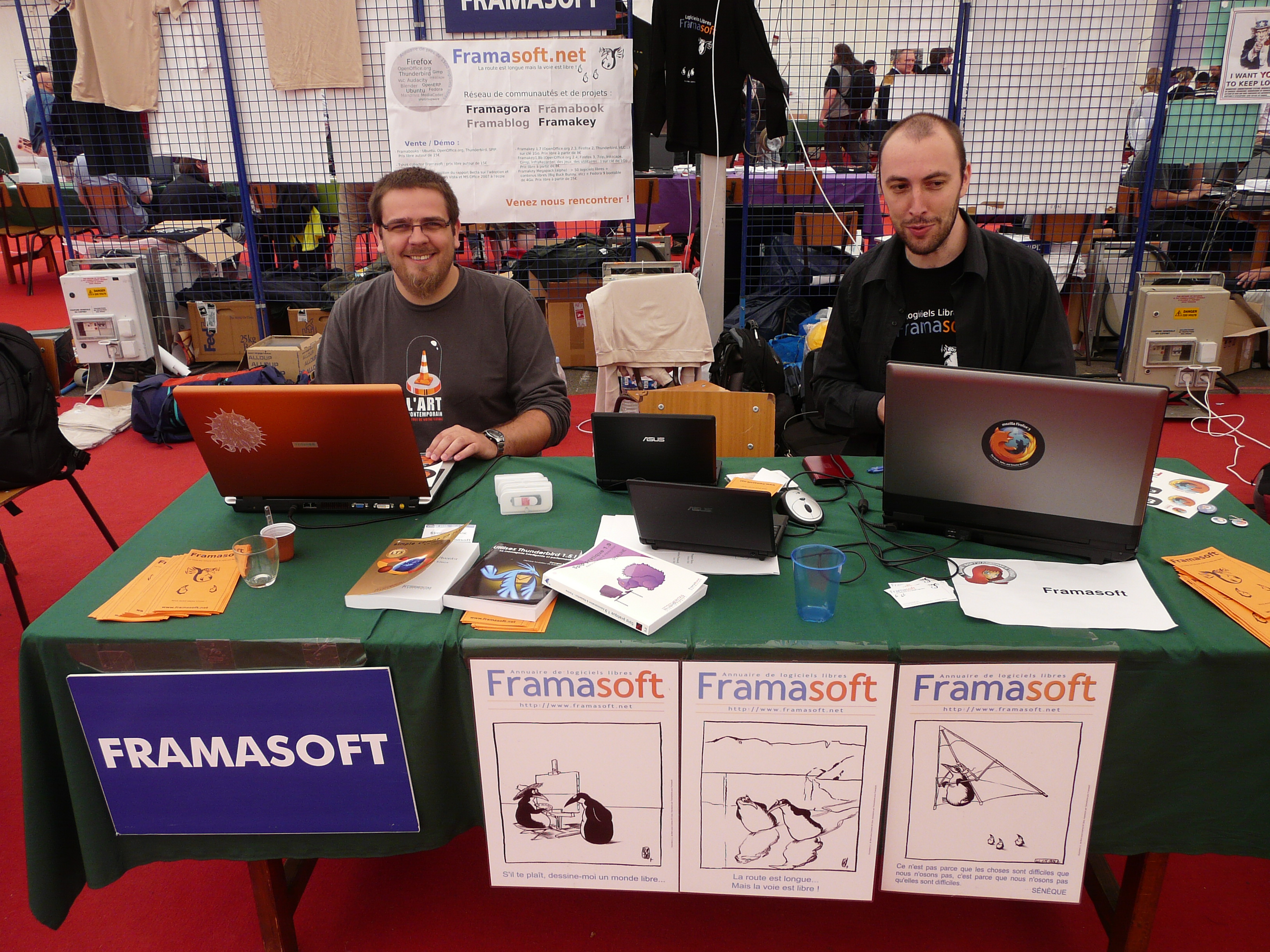
Simon Leblanc et Pierre-Yves Gosset sur le stand Framasoft des RMLL 2008 de Mont-de-Marsan.

En octobre 1998, un article de Jean-Claude Guédon dans le magazine Québec Science, « Comment informatiser intelligemment les écoles », est remarqué par Alexis Kauffmann[source insuffisante]. C'est en s'en inspirant qu'il crée le premier site du réseau en novembre 2001, marquant la naissance officielle du site Framasoft.
Son nom dérive de Fr@m@net (pour « Français et mathématiques en intranet »), projet éducatif interdisciplinaire coréalisé avec Caroline d'Atabekian, professeure de français au sein d'un collège en ZEP de la Seine-Saint-Denis dont Framasoft a d'abord été une rubrique logicielle avant de devenir indépendant,. Le site n'est encore qu'un site personnel statique et se présente comme un annuaire de logiciels libres et gratuits sous Windows.
Le 18 juin 2002 — la date n'étant pas choisie au hasard — Framasoft est avec l’AFUL à l’origine de l'appel « Libérons les logiciels à l'école », qui invite les enseignants à choisir le logiciel libre. Le site et son annuaire de logiciels s'étoffe alors de tutoriels et d'une tribune libre.
En juillet 2003, le site ferme pour cause de dépassement de charge sur le serveur mutualisé d'AMEN. Framasoft reçoit de nombreux soutiens et AMEN décide de devenir partenaire de Framasoft en lui offrant de nouvelles conditions d’hébergement.

### De réseau à association
En janvier 2004, le réseau Framasoft voit la création de l'association Framasoft et se réorganise autour,. L'objectif est que cette structure assure les besoins techniques d'un réseau en croissance, et constitue une personne morale propriétaire des ressources créées en commun.
L'annuaire édité par Framasoft renonce aux logiciels gratuits et ne se restreint plus aux logiciels sous Windows. Il devient un projet collaboratif rédigé à plusieurs mains parmi lesquelles Thomas Cézard, Simon Leblanc, Paul Lunetta, Rui Nibau et Georges Silva. Très vite, en février, naît le forum Framagora administré par Thierry Bernard.
En mars 2005, traduction française de TheOpenCD 2.0, compilation sur CD de logiciels libres sous Windows. Il paraîtra dans un hors-série du mois de juin du magazine Freelog et sera proposé sur le site de vente par correspondance Ikarios de Nat Makarevitch. En août, publication de la première version de la Framakey et création du site associé sous l'impulsion de Pierre-Yves Gosset puis en décembre, Framagora connait un pic de fréquentation en tant que principal forum de suivi de la loi DADVSI.
Le Framablog voit le jour en septembre 2006, et Framasoft y publie depuis ses billets d'opinion. En octobre, ce sera au tour du groupe de traducteurs Framalang de voir le jour, avec pour mission de traduire les ressources en diverses langues pour faciliter leur diffusion. En décembre, naissance de Veni Vidi Libri, projet initié sur Framagora. Framasoft soutient l'initiative et héberge le site sur ses serveurs.

Framasoft ouvre le site Framabook début 2006 et y publiera nombre d'œuvres jusqu'à ce jour, en commençant par des œuvres didactiques à l'image des tutoriels des débuts.

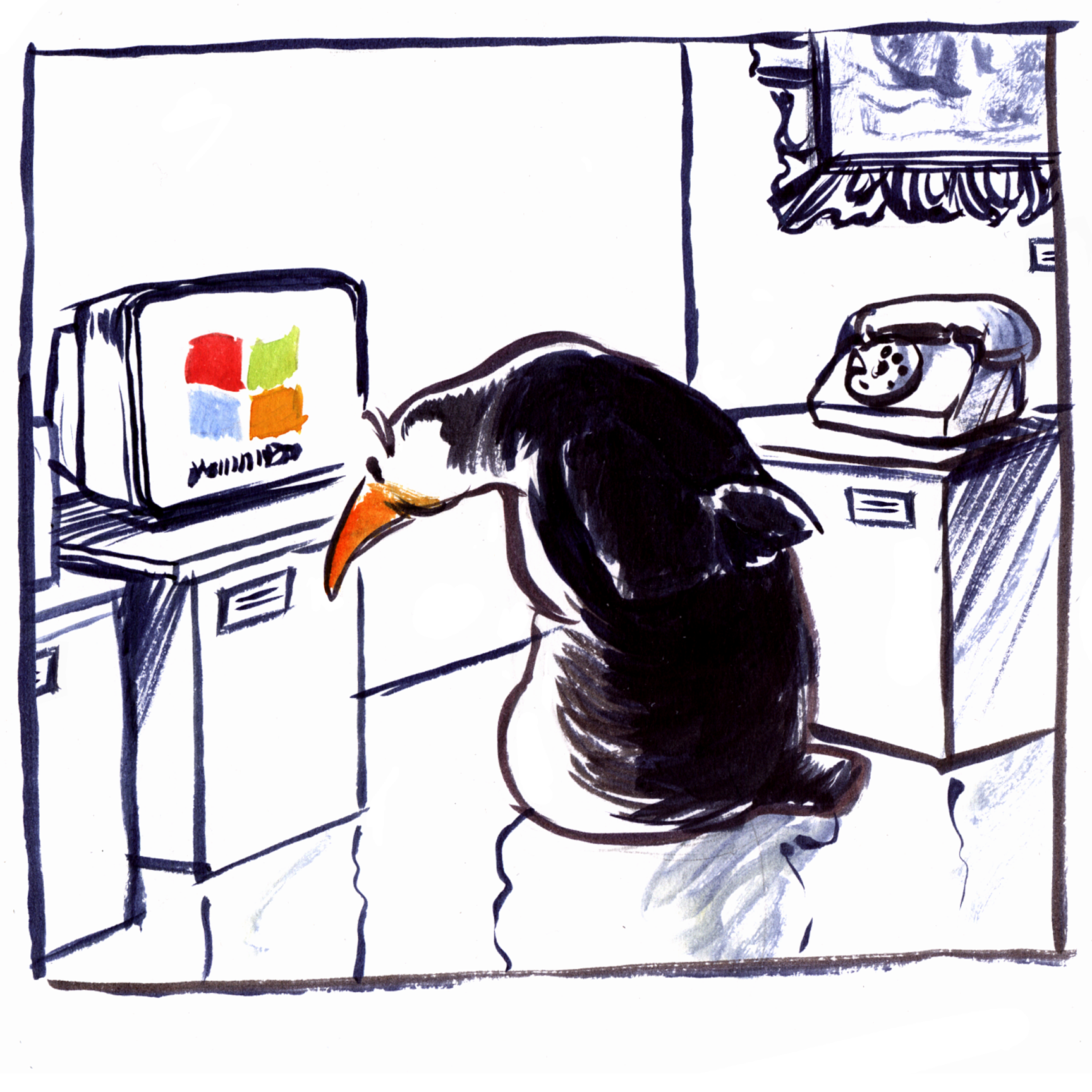
Framasoft est graphiquement identifiable par les manchots de L.L. de Mars qui apparaissent sur l'ensemble du réseau.

En juin 2007, Framasoft reçoit le Lutèce d'Or de la « meilleure action communautaire menée » lors de Paris Capitale du Libre. En août, le site met en place des publicités AdSense à la suite d'un billet du Framablog faisant état de difficultés rencontrées par les animateurs du réseau.

En février 2009, naissance officielle et publique du projet vidéo Framatube. En mars, la Framakey ajoute des applications web portables, les « WebApps », à son catalogue ; diffusion dans le même temps dans tous les collèges de France de la brochure Sésamath contenant une double-page consacrée au logiciel libre et à Framasoft et sortie du DVD Framadvd, projet réalisé avec des étudiants en Master 2 Communication et multimédia de l'université Paris II. En juin, sortie de la Framakey Ubuntu-fr Remix et en octobre, le Framablog occupe la première place du classement Wikio des blogs francophones dans la catégorie « Logiciels Libres ».

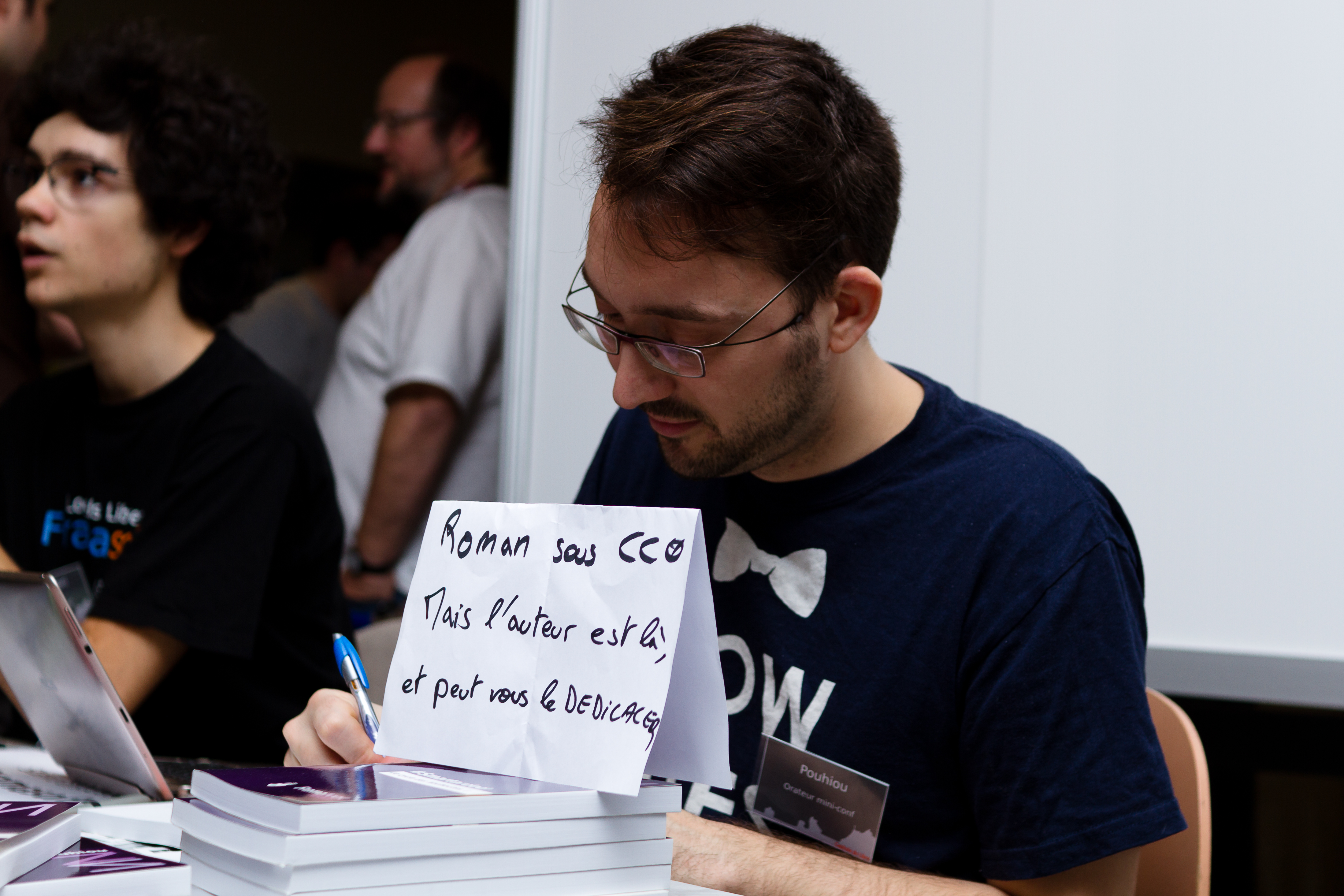
Martin Gubri et Pouhiou sur le stand Framasoft de Capitole du libre (Toulouse, novembre 2012).

En janvier 2010 le projet Framapack est mis en ligne. En mai 2010, participation de Framasoft à l'action de protestation contre la censure du logiciel libre à l'exposition la « Vraie expo qui parle du faux » sur le thème de la contrefaçon, à la Cité des sciences et de l'industrie. En octobre, l'association lance la campagne de soutien « 1000 10 1 » dont l'objectif est de trouver mille donateurs à dix euros par mois pendant un an et sortie d'une version école du Framadvd, projet mené par Cyrille Largillier.
En mars 2011, mise en ligne du projet Framapad, suivi en juin par la sortie du projet Framadate, premiers services en ligne de Framasoft ouverts à tous et annonciateurs de la transformation future aux yeux du public d'annuaire à fournisseur de service. Framasoft fête ses dix ans dans l'émission Place de la toile sur France Culture en novembre 2011.
En février 2012, lancement de « Pack Liberté », campagne de soutien commune à l'April, Framasoft et La Quadrature du Net. S'ensuit la mise en ligne des services Framacalc, Framindmap, et Framavectoriel et sortie de la Framakey Wikipédia. En novembre, Framasoft lance sa campagne de soutien 2013 et met en ligne le projet Framazic. En décembre, lancement de « Pack Liberté 2 », nouvelle campagne de soutien commune à l'April, Framasoft et La Quadrature du Net.
En janvier 2013, Framasoft s'associe à d'autres structures telles que Savoirscom1, Regards citoyens ou l'Open Knowledge Foundation France pour dire non à la privatisation du domaine public par la Bibliothèque nationale de France.
En avril, la page d'accueil principale du réseau Framasoft est mise à jour, s'éloignant du style initial qui mettait en avant l'annuaire de logiciels libres, au profit des autres activités et services de Framasoft.

### Fournisseur de services

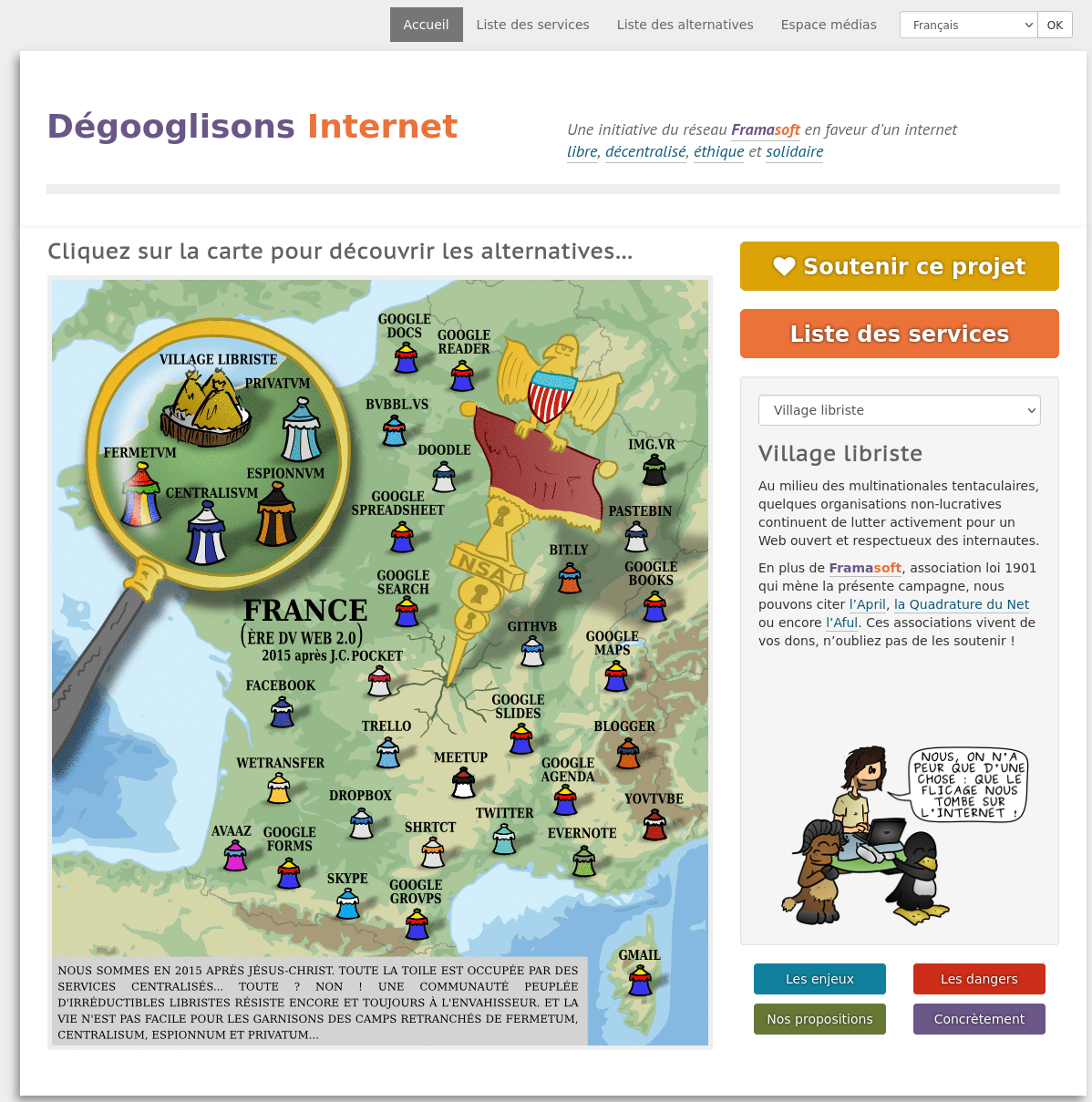
première version du site présentant « Dégooglisons Internet » listant les services sous forme de camps romains

L'association amorce un virage stratégique en 2014 en lançant une campagne de financement participatif pour adjoindre de nouvelles fonctionnalités à Framapad, suivie en octobre par le lancement de la campagne « Dégooglisons Internet », qui annonce le devenir de Framasoft en tant qu'hébergeur et fournisseur de services libres pour plusieurs années. L'objectif est de s'adapter à l'évolution des usages vers des services web, en recensant là encore les alternatives, mais cette fois en hébergeant certaines d'entre elles.
L'activité de maintenance de logiciels impulsée l'année précédente porte ses fruits dès mars 2015, où Framapad profite de nouvelles fonctionnalités. En parallèle, l’association développe elle-même de nouveaux outils : partage d'image (FramaPic), raccourcissement de liens (Huit.re / frama.link).
D'autres services sont aussi lancés : leur propre forge logicielle (Framagit), leur service de recherche sur Internet (Framabee). Ils contribuent encore à illustrer la viabilité des alternatives disponibles à Google,.
En octobre 2016, le succès rencontré permet le lancement de la phase 2 du projet « Dégooglisons Internet » avec la sortie de six nouveaux services : Framalistes pour gérer des listes de diffusion, Framanotes pour gérer toutes sortes de contenus, Framaforms pour gérer des formulaires, Framatalk pour établir des conversations audio ou vidéo, Framagenda pour créer des agendas publics ou privés. Ces services, pour l'immense majorité développés hors Framasoft par leurs communautés respectives, sont victimes de leur succès.
Framasoft se lance courant 2017 dans le projet « Contributopia », tirant des leçons du projet « Dégooglisons Internet » et de son activité de fournisseur de service. Dans cette optique, il rassemble un collectif d’hébergeurs pour essaimer et décharger ses services : le Collectif d'Hébergeurs Alternatifs, Transparents, Ouverts, Neutres et Solidaires (CHATONS) se reconnaissant dans une charte fixant un certain nombre de principes, parmi lesquels l’attachement au logiciel libre et le refus d’exploiter les données personnelles des utilisateurs,,.
En octobre 2018, Framasoft lance PeerTube, une plateforme de vidéo libre. C'est une alternative à Youtube permettant de s'éloigner des GAFAM,.
En septembre 2019, Framasoft annonce son intention de progressivement restreindre ou arrêter 19 des 38 services libres proposés, en étalant ce mouvement sur plusieurs années. Plusieurs raisons sont avancées par Framasoft : être davantage en accord avec sa volonté de décentralisation d'Internet en fermant les services facilement hébergeables par des structures tierces, arrêter certains services qui fonctionnent difficilement ou sont peu utilisés, recentrer son énergie sur d'autres projets, notamment la campagne « Contributopia » en cours ,,.
En 2020, Framasoft annonce une amélioration pour sa plateforme PeerTube : Sepia Search. C'est un moteur de recherche intégré à PeerTube pour améliorer la recherche de vidéos et de chaines, tout en étant sous licence libre.
Le 9 novembre 2021 Framasoft fête ses 20 années d'existence.
Le 15 novembre 2022, après avoir fait le constat d'« un monde qui se dégrade » et d'« associations en mode survie », Framasoft ouvre frama.space, un service d'hébergement web gratuit réservé aux groupements associatifs afin de « renforcer leur pouvoir d'action ».

## Organisation

### Association
Cette section ne s'appuie pas, ou pas assez, sur des sources secondaires ou tertiaires indépendantes du sujet. Le texte peut contenir des analyses inexactes ou inédites de sources primaires.
Pour l'améliorer, ajoutez-en, ou placez des modèles {{Source secondaire souhaitée}} ou {{Source secondaire nécessaire}} sur les passages mal sourcés. (juin 2024)
L'association Framasoft a été créée en janvier 2004, soit près de trois ans après l'apparition du premier site. Dans la mesure où Framasoft devenait un projet collaboratif d'envergure, il convenait d'assurer toute la partie technique d'un réseau en croissance, de donner la propriété des noms de domaine à une personne morale, d'accompagner les projets dans un souci de cohérence avec l'ensemble — à commencer par garantir le caractère libre des ressources créées — et de représenter Framasoft, de plus en plus souvent invité dans des manifestations sur le terrain.
L'association se donne pour objet « la diffusion et la promotion de la culture libre en général et du logiciel libre en particulier ».
Elle a participé à de nombreux événements, qu'il s'agisse de donner une conférence ou tenir un stand, parmi lesquels les Rencontres mondiales du logiciel libre (RMLL, de 2004 à 2014), les premières Rencontres mondiales décentralisées du logiciel libre à Saint-Joseph sur l’île de La Réunion (2011), Solutions Linux (de 2006 à 2014), Paris Capitale du Libre (de 2006 à 2008), le Salon de l'Éducation (de 2004 à 2006), la Fête de l'Humanité (de 2004 à 2009, en 2014) ainsi qu'à de nombreuses install parties et journées du logiciel libre locales organisées par les GULL, comme les Ubuntu Party de Paris (de 2008 à 2011) et Toulouse (de 2009 à 2010) ou les JDLL de Lyon(de 2007 à 2010).
L'association est membre de l'April, de Wikimédia France et de l'AFUL. Elle collabore à des sites comme Linuxfr, La Quadrature du Net, le Standblog de Tristan Nitot ou le blog sur les formats ouverts de Thierry Stœhr. Elle est en relation et soutient des initiatives dans le secteur éducatif (Sésamath, Scideralle, AbulÉdu, Adullact, etc.) et culturel (Dogmazic, Copyleft Attitude, Creative Commons France, Divergence FM, etc.), et divers projets comme « Romaine Lubrique » de valorisation culturelle du domaine public.

### Gouvernance
À ses débuts, l'association avait un fonctionnement traditionnel, avec un président, un secrétaire, etc.[réf. souhaitée] mais pour être en adéquation avec le projet et les valeurs de la structure, l'association se restructure en 2014 autour de plusieurs co-présidents qui n'ont qu'une fonction de représentation. À la place, le pouvoir se distribue de manière collégiale dans des comités qui agissent des actions thématiques. Pour contrebalancer cette distribution des pouvoirs, et le fractionnement géographique des membres, une assemblée générale sur plusieurs jours se déroule une fois par an pour échanger, décider et resserrer les liens entre les membres.

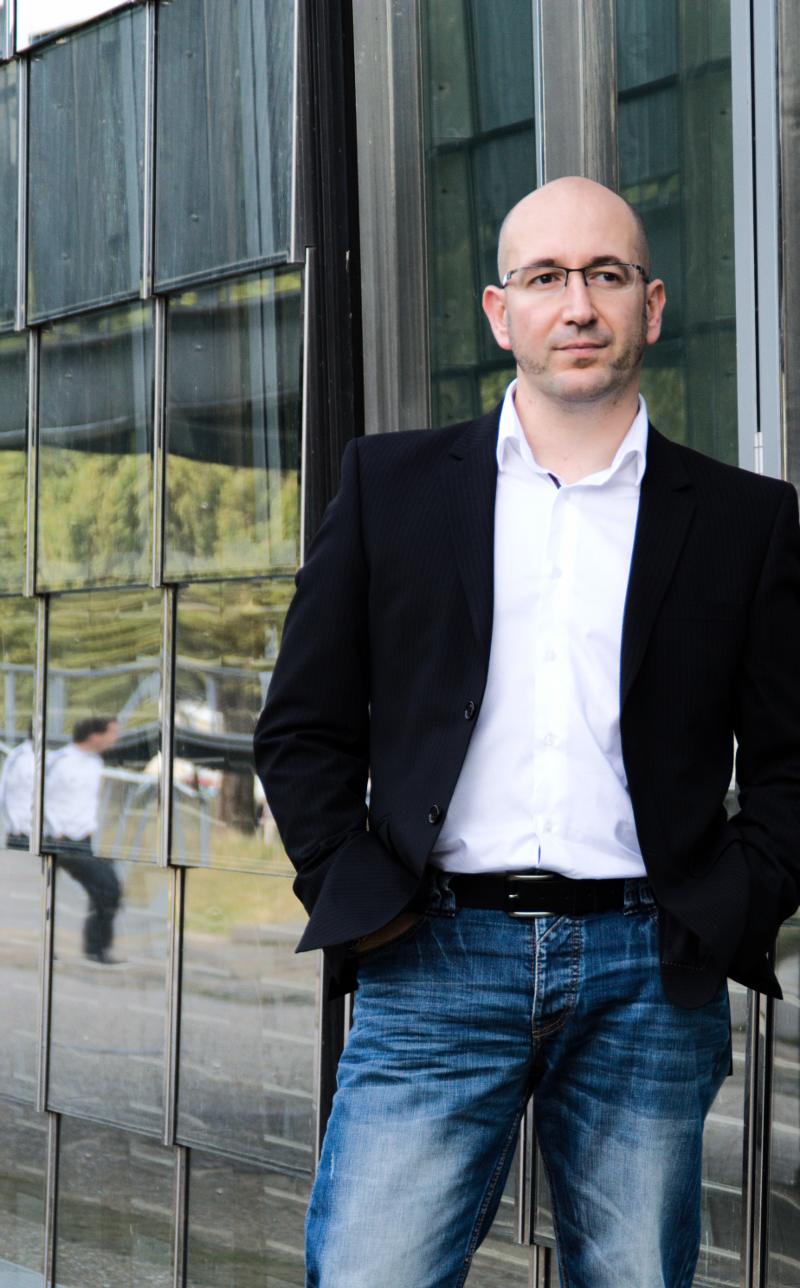
Christophe Masutti, président de Framasoft à partir de 2012 puis co-président avec Sandra Guigonis, Jean-Bernard Marcon et Simon Giraudot.

### Financement
En janvier 2009 est mis en place le premier site de soutien à Framasoft visant à recueillir des dons et des témoignages. Cette stratégie consistant à assurer le financement de l'association essentiellement par les dons des utilisateurs collectés sur Internet se poursuit encore. Framasoft assume et revendique cet ancrage exclusif dans l’économie du don, qui est souhaité comme un gage d’indépendance pour l’association. Une telle démarche lui permet d’éviter de dépendre des subventions publiques, qui ne sont pas recherchées, et du mécénat alors même que la philanthropie est développée dans le domaine du logiciel libre. En 2016, Framasoft a ainsi récolté 185 000 euros de dons. En 2019, les dons représentaient 98 % des revenus de l'association.

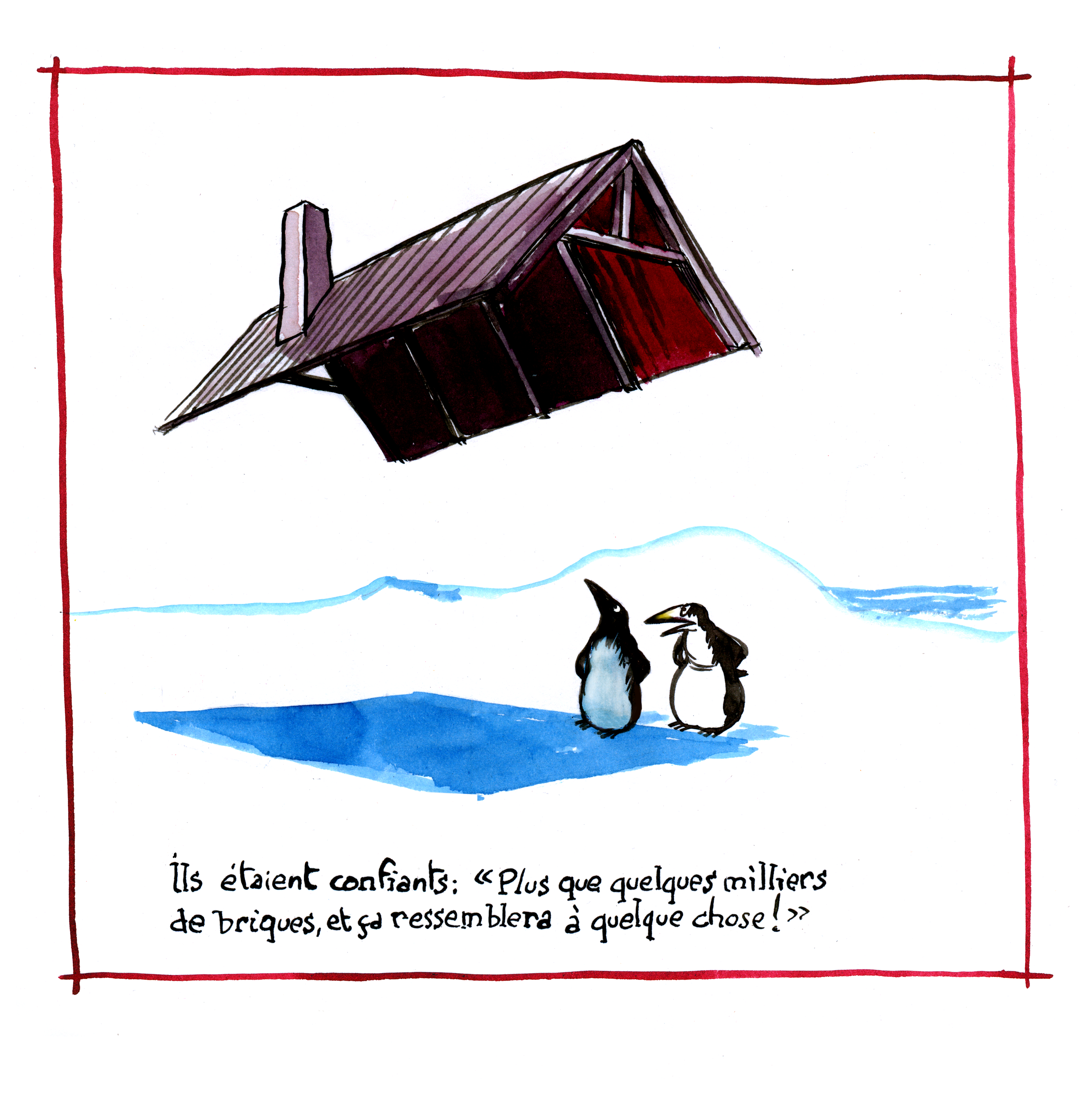
Dessin de L.L. de Mars pour la campagne de dons 2012 de Framasoft.

Framasoft a écarté l’hypothèse de développer des activités marchandes et d’adopter une forme entrepreneuriale, même avec un modèle de lucrativité limitée comme le modèle coopératif. Cette distance vis-à-vis de l’entreprenariat est le reflet de l’ancrage associationniste de Framasoft et de ses racines liées à l’éducation populaire.

## Produits et services
Le réseau Framasoft comporte une multitude de projets qui sont autant de sites Web ayant le plus souvent un préfixe  « Frama » et un nom de domaine en .org indépendants. Ces projets peuvent être regroupés dans trois grandes catégories : les logiciels libres, la culture libre et les services libres en ligne :
- la catégorie « logiciel libre » est constituée d'un annuaire (Framalibre), d'applications portables sur clé USB (Framakey), de DVD (Framadvd), d'un installateur d'applications (Framapack) et d'une liste présentant les grands projets connus des logiciels libres, Framastart ;
- la catégorie « culture libre » comprend un blog d'informations (Framablog), une maison d'édition (Framabook), une équipe de traduction franco-anglaise et franco-espagnole (Framalang), une plateforme de vidéos (Framatube) et un site de sensibilisation à la musique libre (Framazic) ;
- la catégorie « services libres en ligne » propose un traitement de texte (Framapad, MyPads) et un tableur (Framacalc) collaboratifs, un service de planification de réunion et de sondages (Framadate), des cartes heuristiques (Framindmap) et du dessin vectoriel (Framavectoriel). Framacarte[56], un service en ligne permettant de réaliser des cartes interactives personnalisées est également proposé par Framasoft en partenariat avec l’association OpenStreetMap France. Sont mis à disposition un moteur de recherche en ligne (Framabee), un réseau social (Framasphère), un service de sauvegarde des articles intéressants (Framabag), ainsi qu'un service de suivi des informations (Framanews). Framabin permet de partager des notes, Framapic des images et Framalink de raccourcir des liens pour les rendre plus faciles à partager. Enfin, Framagit est une Forge simplifiant la coopération lors de la création de programmes informatiques. Ils sont tous respectueux des données personnelles et de la vie privée[57] et peuvent être décentralisés sur son propre serveur en suivant les informations mises à disposition sur Framacloud[58].

Les serveurs de Framasoft hébergent aussi un forum (Framagora, remplacé par Framacolibri), un laboratoire de projets (Framalab), une boutique en ligne (EnVenteLibre), et quelques sites d'amis et partenaires de l’association.

### Publications
Dans  le cadre du projet Framabook qui publie manuels et livres sous des licences les inscrivant dans la culture libre et la participation aux biens communs, Framasoft a poursuivi dans le prolongement des tutoriels initialement proposés sur son site.

Extrait des Geekscottes intitulé « Guerre morte ».

Framabook commence ses publications avec le premier volume de la collection Utilisez Thunderbird 1.5 ! écrit par Georges Silva. En février 2007, publication du second livre de la collection Framabook : Simple comme Ubuntu 6.10 par Didier Roche, qui sera rééditée et mise à jour régulièrement. En janvier 2008, publication du troisième livre de la collection Framabook : Spip pratique 1.9 par Perline suivi en mars de la publication du quatrième opus de la collection : Changer pour OpenOffice.org. Ce livre est une traduction coordonnée par Johann Bulteau (alias Yostral). D'après Wikio en juin 2008, le billet du Framablog « Firefox : Et 1, et 2, et 3.0 ! » a été le plus cité par la blogosphère au mois de juin. Au mois de mai 2009, le sixième numéro de la collection Framabook est une bande dessinée : Geekscottes - 1. PATH, le chemin par Nojhan.

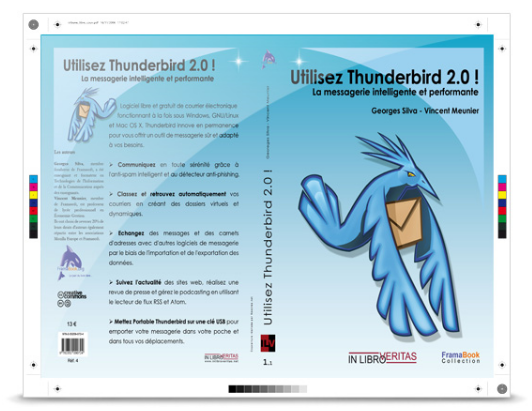
Couverture de Utilisez Thunderbird 2.0 de Georges Silva et Vincent Meunier.

En janvier 2010 le framabook Richard Stallman et la révolution du logiciel libre est publié. À cette occasion, les éditions Eyrolles organisent à Paris une rencontre avec Richard Stallman.
En janvier 2011, sortie du livre de la collection Framabook Produire du logiciel libre de Karl Fogel. Il s'agit d'une traduction collaborative. En juillet, sortie de la BD de la collection Framabook GKND tome 2 : Le GNU du risque de Simon Giraudot. En octobre, sortie du premier roman de la collection Framabook : #Smartarded - Le cycle des NoéNautes, I de Pouhiou.

### Émission de radio
- Hervé Gardette, « Du Grain à moudre », France Culture,‎ 13 juin 2018 (lire en ligne).
- Xavier de La Porte, « La « Place de la Toile » de Framasoft », France Culture,‎ 19 novembre 2011 (lire en ligne).